# Johnatan Carabali
Johnatan Carabali Mulato (Santander de Quilichao, Colombia, 16 de octubre de 1992) es un futbolista profesional colombiano, se desempeña en el terreno de juego como delantero y su actual equipo es el Valle FC de la Liga de Ascenso de Honduras.

## Clubes
| Club                    | País                 | Año       |
| ----------------------- | -------------------- | --------- |
| Centauros Villavicencio | Colombia             | 2008      |
| Centauros Villavicencio | Colombia             | 2009-2011 |
| Deportes Quindío        | Colombia             | 2011-2012 |
| Expreso Rojo            | Colombia             | 2012-2014 |
| Atlántico FC            | República Dominicana | 2015      |
| Moca FC                 | República Dominicana | 2015-2017 |
| Valle                   | Honduras             | 2018-2019 |